# Дружбинська сільська адміністрація
Дру́жбинська сільська адміністрація (каз. Дружба ауылдық әкімдігі, рос. Дружбинская сельская администрация) — адміністративна одиниця у складі Камистинського району Костанайської області Казахстану. Адміністративний центр та єдиний населений пункт — село Дружба.
Населення — 154 особи (2021; 462 у 2009, 854 у 1999, 1335 у 1989).
Станом на 1989 рік існувала Дружбинська сільська рада (села Акбай, Дружба).

## Склад
До складу адміністрації входять такі населені пункти:
| Населений пункт | Старі назви | Населення, осіб (1989) | Населення, осіб (1999) | Населення, осіб (2009) | Населення, осіб (2021) |
| --------------- | ----------- | ---------------------- | ---------------------- | ---------------------- | ---------------------- |
| Акбай, село     | -           | 59                     | 20                     | -                      | -                      |
| Дружба, село    | -           | 1276                   | 834                    | 462                    | 154                    |